# Superbe-Klasse (1672)
Die Superbe-Klasse war eine Klasse von zwei 68/76-Kanonen-Linienschiffen der französischen Marine, die von 1672 bis 1688 in Dienst stand.

## Allgemeines
Die Klasse wurde von dem Marinearchitekten François Pomet entworfen und im Marinearsenal von Rochefort zwischen 1669 und 1672 gebaut. Die beiden Schiffe der Klasse waren ursprünglich auf die Namen Vermandois (Superbe) und Faucon (Orgueilleux) getauft, wurden aber bereits am 24. Juni 1671 umgetauft. Beide Schiffe wurden als Zweidecker mit 68 Kanonen in Dienst gestellt, aber bereits ab 1674 zu nominellen Dreideckern mit 76 Kanonen umgebaut.

## Einheiten
| Name        | Bauwerft             | Kiellegung | Stapellauf     | Indienststellung | Verbleib                                               |
| ----------- | -------------------- | ---------- | -------------- | ---------------- | ------------------------------------------------------ |
| Orgueilleux | Arsenal de Rochefort | Mai 1669   | September 1671 | Oktober 1672     | Im Jahr 1688 außer Dienst und in Rochefort abgebrochen |
| Superbe     | Arsenal de Rochefort | Mai 1670   | Juni 1671      | April 1672       | Im Jahr 1687 außer Dienst und in Rochefort abgebrochen |

## Technische Beschreibung
Die Klasse war als Batterieschiff mit zwei durchgehenden Geschützdecks konzipiert und hatte eine Länge von 47,43 Metern (Geschützdeck) bzw. 39,63 Metern (Kiel), eine Breite von 12,67 Metern und einen Tiefgang von 5,85 Metern bei einer Verdrängung von 1400 Tonnen. Sie waren Rahsegler mit drei Masten (Fockmast, Großmast und Kreuzmast). Der Rumpf schloss im Heckbereich mit einem Heckspiegel, in den Galerien integriert waren, die in die seitlich angebrachten Seitengalerien mündeten.
Die Besatzung hatte eine Stärke von 455 Mann (5 Offiziere und 450 Unteroffiziere bzw. Mannschaften). Die Bewaffnung der Klasse bestand aus 68 bzw. 76 Kanonen.
|        | Unteres Batteriedeck            | Oberes Batteriedeck             | Backdeck            | Achterdeck          | Poopdeck      | Kanonen (Geschossgewicht) |
| ------ | ------------------------------- | ------------------------------- | ------------------- | ------------------- | ------------- | ------------------------- |
| Design | 26 × 24-Pfünder                 | 26 × 12-Pfünder                 | 6 × 4-Pfünder       | 10 × 6-Pfünder      | –             | 68 Kanonen (261,393 kg)   |
| 1673   | 14 × 24-Pfünder 14 × 18-Pfünder | 14 × 18-Pfünder 12 × 12-Pfünder | 6 × 8-Pfünder       | 10 × 8-Pfünder      | –             | 70 Kanonen (272,162 kg)   |
|        | Unteres Batteriedeck            | Mittleres Batteriedeck          | Oberes Batteriedeck | Oberes Batteriedeck | Poopdeck      | Kanonen (Geschossgewicht) |
| 1674   | 14 × 24-Pfünder 14 × 18-Pfünder | 14 × 18-Pfünder 12 × 12-Pfünder | 16 × 8-Pfünder      | 16 × 8-Pfünder      | 6 × 4-Pfünder | 76 Kanonen                |